# موجودات درنده
موجودات درنده (به انگلیسی: Fierce Creatures) فیلمی به کارگردانی رابرت یانگ و فرد شپیسی محصول کشور فرانسه است.

## خلاصه داستان
مجموعه شرکت‌های اختاپوس توسط سرمایه‌گذاری بی رحم و زیرک به نام «راد مک‌کین» اداره می‌شود. او همچنین یک شرکت سرگرمی و یک باغ وحش را نیز اداره می‌کند. برای کسب درآمد بیشتر از باغ وحش، اختاپوس یک مدیر جدید استخدام می‌کند که…